# Liste des puces d'amélioration de la Super Nintendo

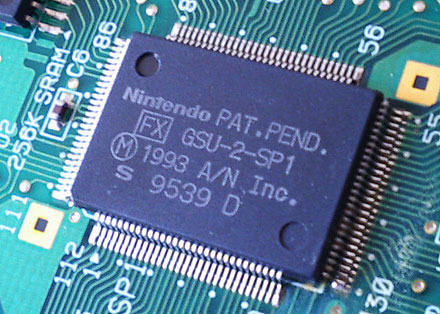
Super Mario World 2 : Yoshi's Island possède la puce Super FX.

La liste des puces d'amélioration Super NES démontre le plan des concepteurs de matériel Nintendo pour étendre facilement la Super Nintendo avec des coprocesseurs spéciaux. Cette sélection standardisée de puces était disponible pour les développeurs sous licence, afin d'augmenter les performances du système et les fonctionnalités de chaque cartouche de jeu. Au fur et à mesure que des puces de plus en plus supérieures devenaient disponibles tout au long de la génération de la Super NES, un moyen moins cher et plus polyvalent de maintenir la durée de vie du marché du système était offert par rapport à l'option de Nintendo d'avoir inclus un processeur beaucoup plus cher ou celle de garder une puce de base obsolète.
La présence d'une puce d'amélioration est souvent indiquée par 16 broches supplémentaires de chaque côté des broches d'origine avec 8 de chaque côté.

## Super FX
La puce Super FX est un processeur RISC supplémentaire de 16 bits développé par Argonaut Games. Il est généralement programmé pour agir comme une puce d'accélérateur graphique qui dessine des polygones et des effets 2D avancés sur un tampon d'image dans la RAM adjacente. Super Mario World 2: Yoshi's Island utilise la Super FX 2 pour la mise à l'échelle, la rotation et l'étirement des sprites.
Cette puce a eu au moins quatre utilisations, d'abord en tant que puce montée en surface étiquetée "MARIO CHIP 1" (Mathematical, Argonaut, Rotation & I/O), communément appelée Super FX, incluse dans les premières cartouches Star Fox (1993). À partir de 1994, certaines cartes mères ont une version époxy, et plus tard une première version est étiquetée GSU-1. Les deux versions sont cadencées avec un signal de 21.47 MHz, mais un diviseur de vitesse d'horloge interne le divise par deux à 10.74 MHz sur le MARIO CHIP 1. Le GSU-1 fonctionne cependant à 21,47 MHz. Le MARIO CHIP 1 et le GSU-1 peuvent prendre en charge une taille de ROM maximale de 8 Mbits . La conception a été révisée pour le GSU-2, qui est toujours 16 bits, mais cette version peut prendre en charge une taille de ROM supérieure à 8 Mbit. La dernière version connue est le GSU-2-SP1. Toutes les versions de la puce Super FX sont fonctionnelles et compatibles en termes de jeu d'instructions. Les différences résident dans l'emballage, le brochage, la taille maximale de ROM prise en charge et la vitesse d'horloge interne.

## Cx4

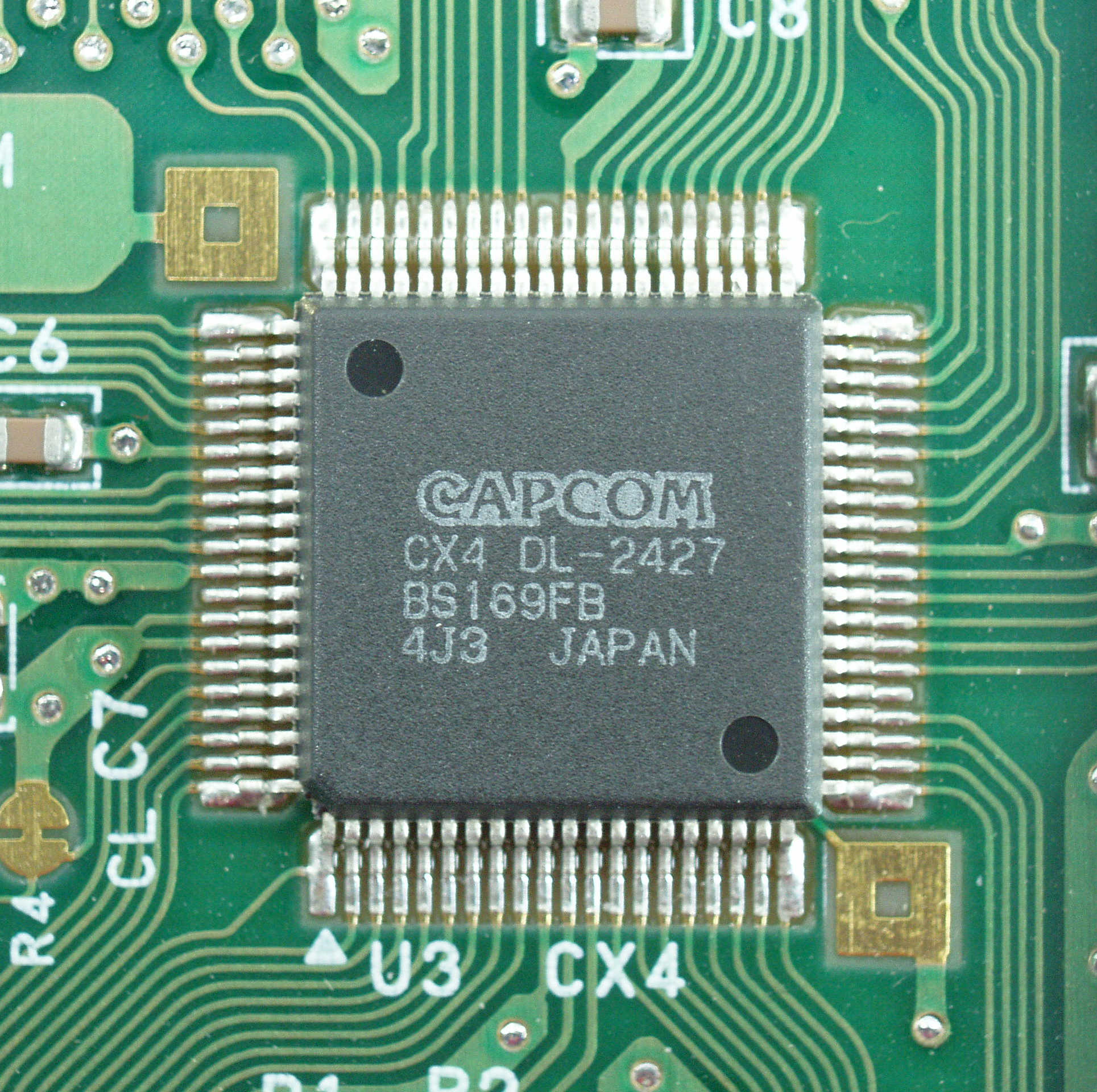
Mega Man X2 a le coprocesseur Cx4.

La puce Cx4 est un coprocesseur mathématique utilisé par Capcom et produit par Hitachi (maintenant Renesas ) pour effectuer des calculs trigonométriques généraux pour les effets filaires, le positionnement des sprites et la rotation. Il cartographie et transforme les maquettes fonctionnelles dans les deuxième et troisième jeux de Capcom de la série Mega Man X.  Il est basé sur le DSP Hitachi HG51B169 et cadencé à 20Mhz. Le nom Cx4 signifie "Capcom Consumer Custom Chip" soit "la puce Capcom personnalisée pour consommateurs" en anglais.

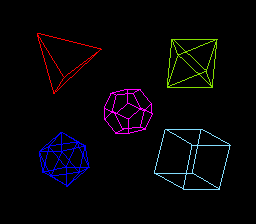
Écran de test filaire CX4

Un écran d'auto-test Cx4 est accessible en maintenant le bouton « B » sur le deuxième contrôleur au démarrage de la console dans Mega Man X2 et Mega Man X3.

## PSD

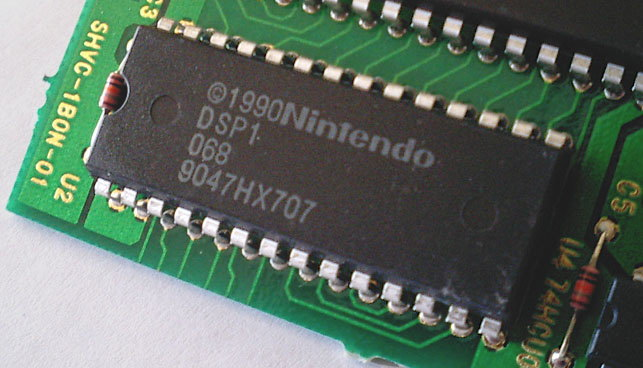
Pilotwings a la puce DSP-1.

Cette série de puces de processeur de signal numérique à virgule fixe fournit des calculs vectoriels rapides, des conversions bitmap, des transformations de coordonnées 2D et 3D ainsi que d'autres fonctions. La puce a eu quatre versions, chacune physiquement identique mais avec un microcode différent. La version DSP-1, ainsi que les dernières révisions de réduction de matrice 1A et de correction de bogue 1B, était la plus souvent utilisée; les DSP-2, DSP-3 et DSP-4 n'ont été utilisés que dans un seul jeu chacun. Toutes sont basées sur le processeur NEC µPD77C25 et cadencés à 8 MHz.

### DSP-1
La puce DSP-1 est le DSP Super Nintendo le plus varié et le plus utilisé, dans plus de 15 jeux différents. Celle-ci est utilisée comme coprocesseur mathématique dans des jeux tels que Super Mario Kart et Pilotwings qui nécessitent une mise à l'échelle et une rotation en mode 7 plus avancées. Elle fournit également une prise en charge rapide des calculs en virgule flottante et trigonométriques nécessaires aux algorithmes mathématiques 3D. Les dernières DSP-1A et DSP-1B ont le même objectif que la DSP-1. La DSP-1A est un rétrécissement du DSP-1, et la DSP-1B corrige plusieurs bugs. La DSP-1B a introduit un bogue dans la démo Pilotwings en raison du fait que le code du jeu n'était pas mis à jour pour les différences de synchronisation des révisions de la puce.

### DSP-2
La puce DSP-2 est présente uniquement dans Dungeon Master . Son objectif principal est de convertir les données d'image bitmap Atari ST au format de plan binaire Super Nintendo. Elle offre également une capacité de mise à l'échelle dynamique et des effets de transparence.

### DSP-3
La puce DSP-3 n'est présente que dans le jeu de stratégie au tour par tour SD Gundam GX pour Super Famicom (la Super NES japonaise). Elle aide à des tâches telles que le calcul du prochain mouvement de l'IA, la décompression du flux binaire Shannon – Fano et la conversion du plan binaire des graphiques.

### DSP-4
La puce DSP-4 est utilisée uniquement dans Top Gear 3000 . Elle aide principalement à dessiner la piste de course, en particulier pendant les périodes où la piste se divise en plusieurs chemins.

## Sharp LR35902
Le matériel à l'intérieur du périphérique Super Game Boy comprend un noyau Sharp SM83 , identique au processeur de la Game Boy. Parce que la Super Nintendo n'est pas assez puissante pour l'émulation logicielle de la Game Boy, le matériel de l'ensemble de l'ordinateur de poche se trouve à l'intérieur de la cartouche.

## MX15001TFC
Cette puce a été fabriquée par MegaChips exclusivement pour les cartouches Nintendo Power pour la Super Famicom. Les cartouches ont des ROM flash au lieu de ROM masquées pour contenir les jeux téléchargés moyennant des frais dans les kiosques de vente au détail au Japon. La puce gère la communication avec les kiosques pour télécharger les images ROM et fournit un menu de sélection de jeu. Certains jeux ont été produits à la fois sous forme de cartouche et de téléchargement, et d'autres ont été téléchargés uniquement. Le service a été fermé le 8 février 2007.

## OBC-1
L'OBC-1 est une puce de manipulation de sprite utilisée exclusivement dans le jeu Super Scope Metal Combat : Falcon's Revenge, la suite de Battle Clash .

## Rockwell RC2324DPL
La Rockwell RC96V24DP est une pompe de données modem fax/données V.22 bis 2400 bit/s de basse consommation tenant dans un seul boîtier VLSI  et utilisée dans la cartouche XBAND.

## S-DD1

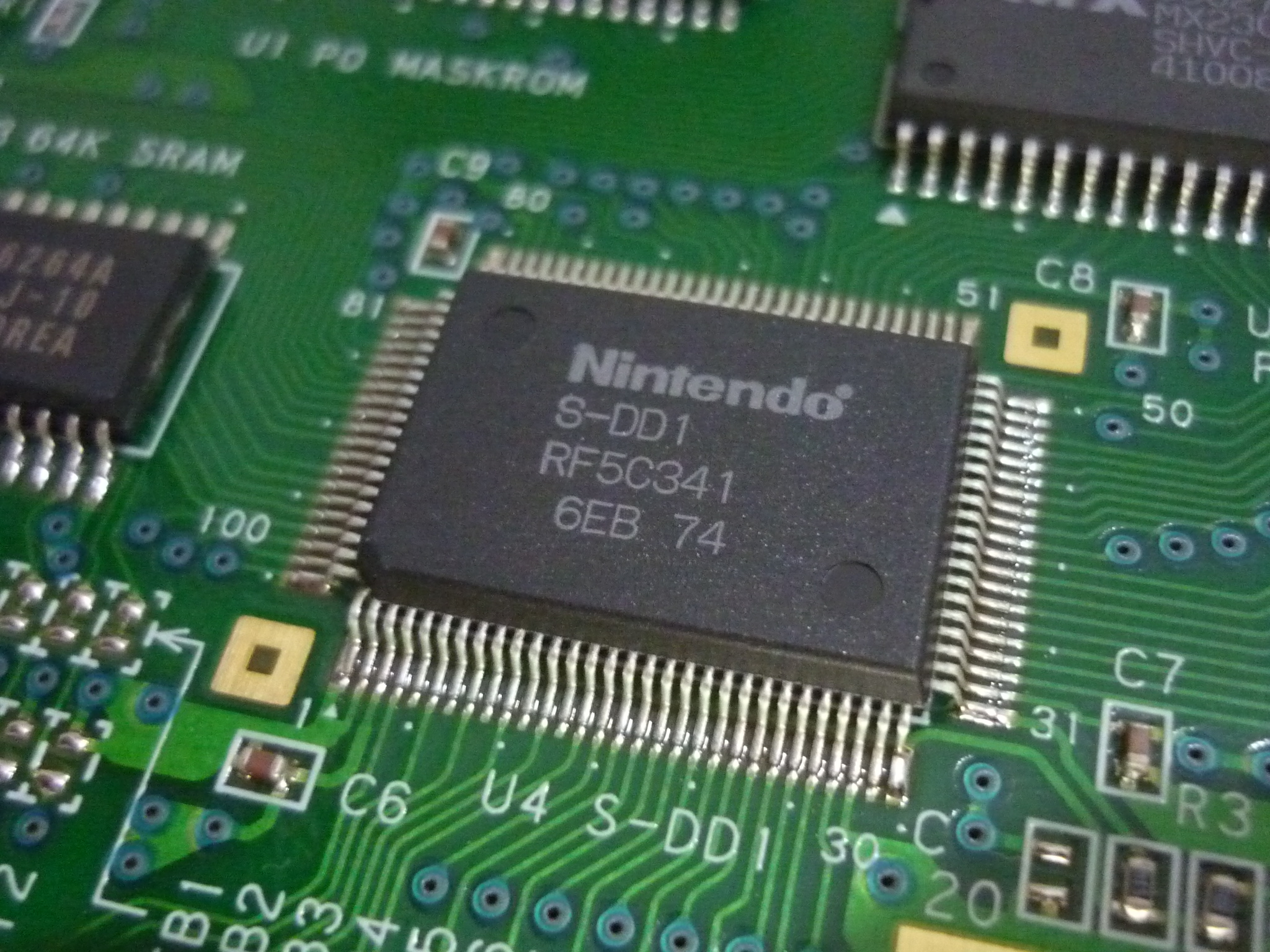
Star Ocean possède la puce S-DD1.

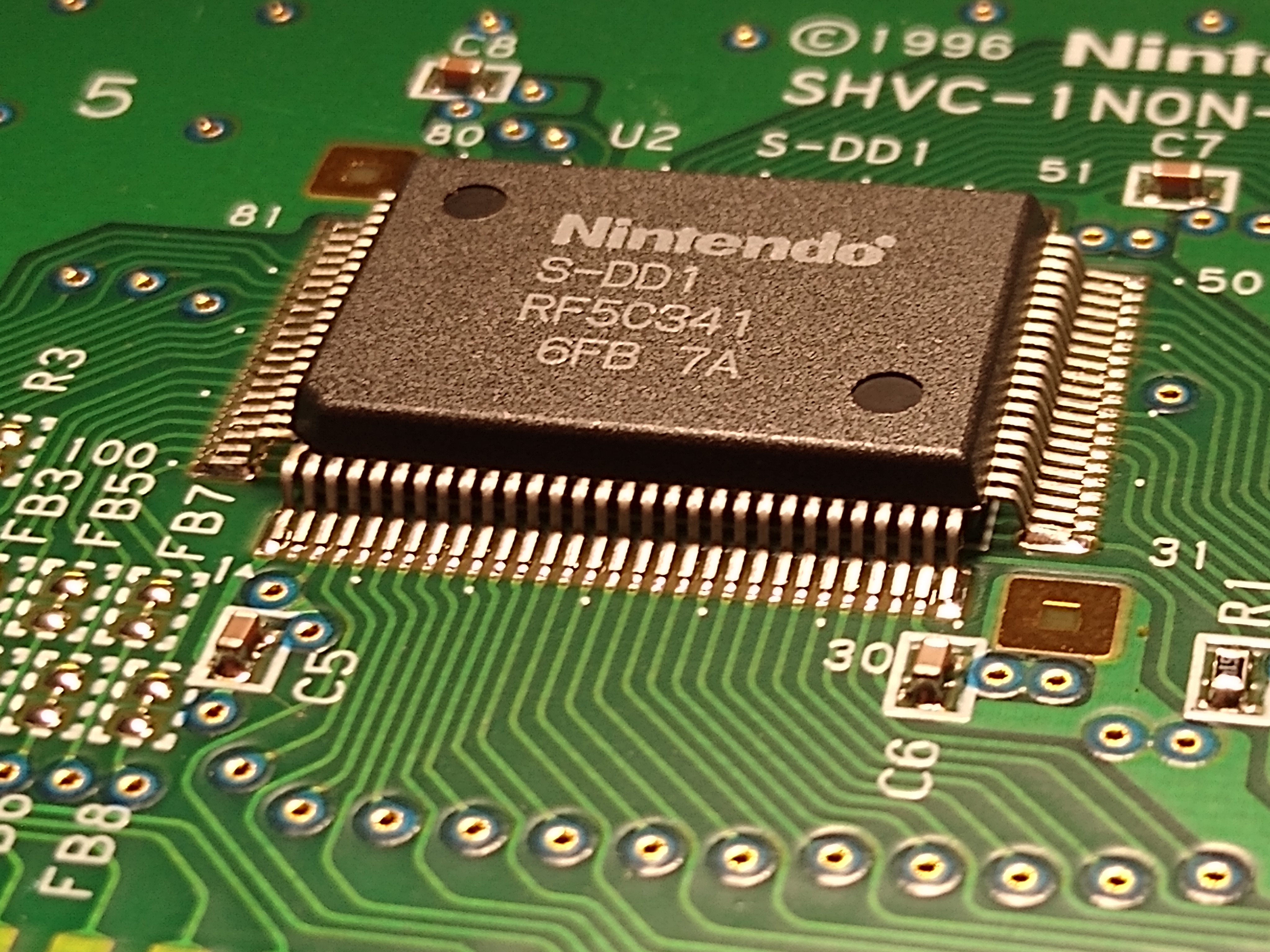
Street Fighter Alpha 2 a la puce S-DD1.

La puce S-DD1 est un décompresseur ASIC fabriqué par Nintendo pour être utilisé dans certains packs de jeux Super Nintendo Entertainment System. Conçu pour gérer les données compressées par l'ABS Lossless Entropy Algorithm, une forme de codage arithmétique développée par Ricoh, son utilisation est nécessaire dans les jeux où des quantités massives de données de sprite sont compressées avec une limite de conception totale de 32 mégabits. Ces données sont décompressées de manière dynamique par la S-DD1 et sont transmises directement à l'unité de traitement d'image.
La S-DD1 sert d'intermédiaire entre le processeur Ricoh 5A22 de la Super NES et la ROM du jeu via deux bus. Cependant, le processeur 5A22 de contrôle peut toujours demander des données normales non compressées de la ROM du jeu même si la S-DD1 est déjà occupée par une opération de décompression. Cette forme de parallélisme permet aux données sprite d'être décompressées tandis que d'autres types de données sont rapidement transmises au processeur principal.
Star Ocean et Street Fighter Alpha 2 sont les seuls jeux qui utilisent cette puce. L'émulation de la S-DD1 était initialement difficile, nécessitant la fourniture de "packs graphiques" pour les jeux concernés, jusqu'à ce que l'algorithme de compression soit identifié,.

## S-RTC
La S-RTC est une puce d'horloge en temps réel utilisée dans le jeu Daikaijuu Monogatari II .

## SA1

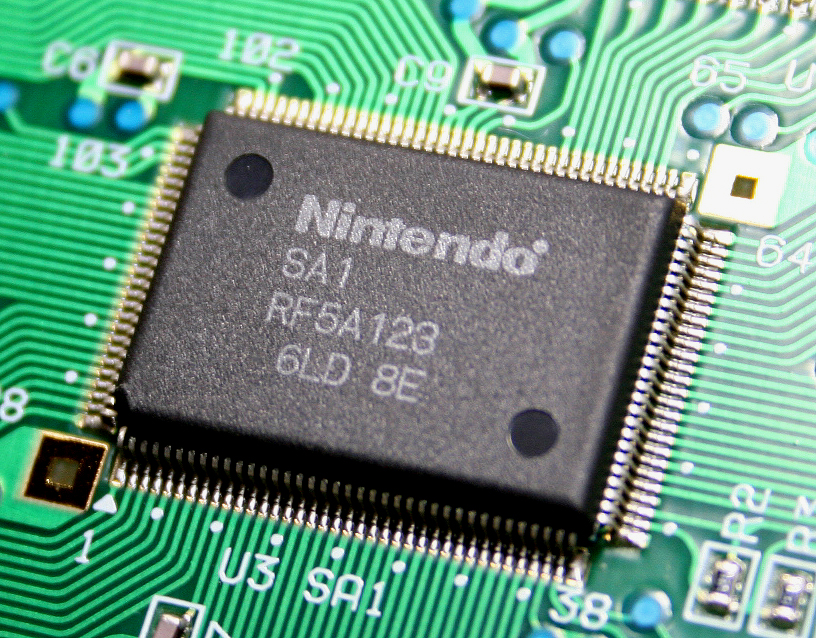
Puce SA1

La puce Super Accelerator (Super Accélérateur) 1 (SA-1) est utilisée dans 34 jeux Super NES, dont Super Mario RPG : Legend of the Seven Stars.
Semblable au processeur 5A22 du matériel Super NES, le SA1 contient un cœur de processeur basé sur la puce 65C816 avec plusieurs minuteries programmables. La SA1 ne fonctionne pas comme un CPU soumis à la 5A22 ; les deux puces peuvent s'interrompre et travailler de manière indépendante.
La SA1 présente de plus un certain nombre d'améliorations par rapport à la 65C816 standard :
- Vitesse d'horloge de 10,74 MHz, par rapport au maximum de 3,58 de la 5A22
- RAM plus rapide, dont 2 ko de RAM interne
- Capacités de mappage de mémoire
- Stockage et compression de données limités
- Nouveaux modes DMA tels que le transfert bitmap vers plan binaire
- Fonctions arithmétiques (multiplication, division et cumulatif)
- Minuterie matérielle (soit en tant que minuterie linéaire 18 bits, soit synchronisée avec le PPU pour générer une IRQ à un emplacement de ligne de balayage H/V spécifique)
- Verrouillage CIC intégré, pour la protection contre la copie et le contrôle du marketing régional

Le pirate informatique de ROM brésilien Vitor Vilela a créé des correctifs ROM pour Contra III: The Alien Wars, Gradius III, Super Mario World, Super R-Type et Race Drivin ' qui transfèrent une partie du travail du processeur de la Super NES vers le co-processeur SA-1 . Cela améliore la cohérence de la fréquence d'images, les temps de chargement et la limite de sprite,.

## SPC7110
Cette puce de décompression de données conçue par Epson est utilisée dans trois jeux produits par Hudson. Tengai Makyou Zero contient également une puce d'horloge en temps réel accessible via la SPC7110.

## ST

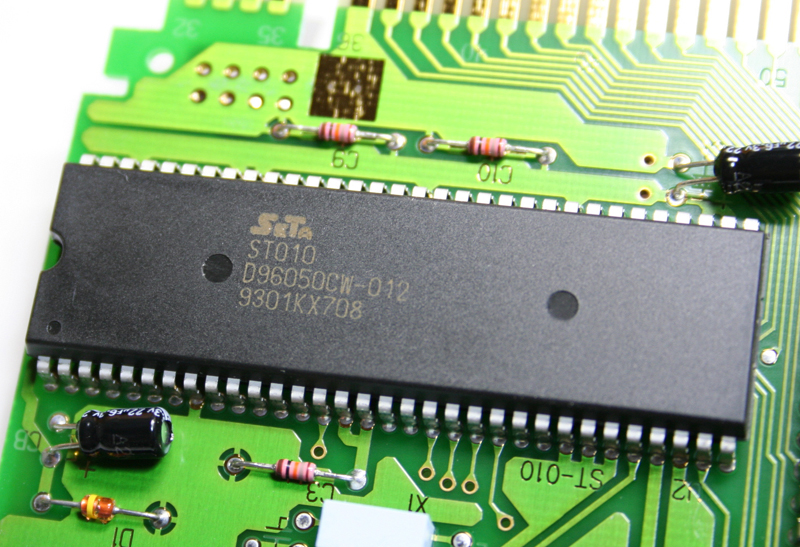
Exhaust Heat II a la puce ST010.

La série de puces ST est utilisée par SETA Corporation pour améliorer l'IA.

### ST010
Cette puce est utilisée pour les fonctions générales et la gestion de l'IA des voitures adverses dans F1 ROC II : Race of Champions . Elle contient un processeur NEC µPD96050,. cadencé à 10Mhz.

### ST011
La puce ST011 est utilisée pour le fonctionnement de l'IA dans le jeu de société shogi Hayazashi Nidan Morita Shogi . Elle utilise également un NEC µPD96050, cadencé à 15 Mhz.

### ST018
La puce ST018 est utilisée pour le fonctionnement de l'IA dans Hayazashi Nidan Morita Shogi 2 . C'est un 21,47 MHz, processeur ARMv3 32 bits.

## Liste des jeux Super NES avec puces d'amélioration
| Title                                                                  | Chip           | Year | Developer                     | Publisher                                 |
| ---------------------------------------------------------------------- | -------------- | ---- | ----------------------------- | ----------------------------------------- |
| Mega Man X2 AN EU Rockman X2 JP                                        | CX4            | 1994 | Capcom                        | Capcom (AN) (JP) (EU)                     |
| Mega Man X3 AN EU Rockman X3 JP                                        | CX4            | 1995 | Capcom, Minakuchi Engineering | Capcom (AN) (JP)                          |
| Soukou Kihei Votoms: The Battling Road                                 | DSP-1          | 1993 | Genki                         | Takara (JP)                               |
| Bike Daisuki! Hashiriya Kon - Rider's Spirits                          | DSP-1          | 1994 | Genki                         | NCS (JP)                                  |
| Final Stretch                                                          | DSP-1          | 1993 | Genki                         | LOZC (JP)                                 |
| Lock On NA EU Super Air Diver JP                                       | DSP-1          | 1993 | Copya System                  | Vic Tokai (AN) SunSoft (EU)               |
| Michael Andretti's Indy Car Challenge                                  | DSP-1/1A       | 1994 | Genki                         | Bullet Proof Software (AN) (JP)           |
| Pilotwings                                                             | DSP-1/1B       | 1991 | Nintendo EAD                  | Nintendo (AN) (JP) (EU)                   |
| Shutokō Battle '94: Keichii Tsuchiya Drift King                        | DSP-1B         | 1994 | Genki                         | Bullet-Proof Software (JP)                |
| Shutokō Battle 2: Drift King Keichii Tsuchiya &amp; Masaaki Bandoh     | DSP-1B         | 1995 | Genki                         | Bullet-Proof Software (JP)                |
| Suzuka 8 Hours                                                         | DSP-1          | 1993 | Arc System Works              | Namco (AN) (JP)                           |
| Super Air Diver 2                                                      | DSP-1          | 1995 | Copya System                  | Asmik (JP)                                |
| Super Bases Loaded 2 NA Super 3D Baseball JP Korean League KR          | DSP-1          | 1993 | TOSE                          | Jaleco (AN) (JP) (KR)                     |
| Super F1 Circus Gaiden                                                 | DSP-1          | 1995 |                               | Nichibutsu (JP)                           |
| Battle Racers                                                          | DSP-1          | 1995 | Banpresto                     | Banpresto (JP)                            |
| Super Mario Kart                                                       | DSP-1/1B       | 1992 | Nintendo EAD                  | Nintendo (AN) (JP) (EU)                   |
| Ace o Nerae! 3D Tennis                                                 | DSP-1A         | 1993 | Telenet Japan                 | Telenet Japan (JP)                        |
| Ballz 3D                                                               | DSP-1B         | 1994 | PF Magic                      | Accolade (AN)                             |
| Dungeon Master                                                         | DSP-2          | 1992 | FTL Games                     | JVC / Victor (AN) (JP) (EU)               |
| SD Gundam GX                                                           | DSP-3          | 1994 | BEC                           | Bandai (JP)                               |
| Top Gear 3000 AN EU The Planet's Champ TG 3000 JP                      | DSP-4          | 1995 | Gremlin Interactive           | Kemco (AN) (JP) (EU)                      |
| Metal Combat: Falcon's Revenge                                         | OBC-1          | 1993 | Intelligent Systems           | Nintendo (AN) (EU)                        |
| Asahi Shinbun Rensai: Katou Ichi-Ni-San Shougi: Shingiryuu             | SA1            | 1995 | Varie                         | Varie (JP)                                |
| Daisenryaku Expert WWII: War in Europe                                 | SA1            | 1996 | SystemSoft Alpha              | ASCII Corporation (JP)                    |
| Derby Jockey 2                                                         | SA1            | 1995 | Graphic Research              | Asmik (JP)                                |
| Dragon Ball Z: Hyper Dimension                                         | SA1            | 1996 | TOSE                          | Bandai (JP) (EU)                          |
| Habu Meijin no Omoshiro Shōgi                                          | SA1            | 1995 | Access                        | Tomy (JP)                                 |
| Hayashi Kaihou Kudan no Igo Oodou                                      | SA1            | 1996 |                               | Ask Kodansha (JP)                         |
| Itoi Shigesato no Bass Tsuri No. 1                                     | SA1            | 1997 | Dice, HAL Laboratory          | Nintendo (JP)                             |
| J.League '96 Dream Stadium                                             | SA1            | 1996 |                               | Hudson Soft (JP)                          |
| Jikkyou Oshaberi Parodius                                              | SA1            | 1995 | Konami                        | Konami (JP)                               |
| Jumpin' Derby                                                          | SA1            | 1996 | KID                           | Naxat Soft (JP)                           |
| Kakinoki Shogi                                                         | SA1            | 1995 | Sakata SAS                    | ASCII Corporation (JP)                    |
| Kirby Super Star Hoshi No Kirby Super Deluxe JP Kirby's Fun Pak EU     | SA1            | 1996 | HAL Laboratory                | Nintendo (AN) (JP) (EU)                   |
| Kirby's Dream Land 3                                                   | SA1            | 1997 | HAL Laboratory                | Nintendo (AN) (JP)                        |
| Marvelous: Mouhitotsu no Takarajima                                    | SA1            | 1996 | Nintendo R&D2                 | Nintendo (JP)                             |
| Masters New: Haruka Naru Augusta 3                                     | SA1            | 1995 | T&E Soft                      | T&E Soft (JP)                             |
| Mini 4WD Shining Scorpion Let's &amp; Go!!                             | SA1            | 1996 | KID                           | ASCII Corporation (JP)                    |
| Pebble Beach no Hotou: New Tournament Edition                          | SA1            | 1996 | T&E Soft                      | T&E Soft (JP)                             |
| Pachi-Slot Monogatari - PAL Kougyou Special                            | SA1            | 1995 |                               | Nihon Soft System (JP)                    |
| PGA European Tour                                                      | SA1            | 1996 | Halestorm                     | THQ / Black Pearl Software (AN) (EU)      |
| PGA Tour 96                                                            | SA1            | 1995 | Black Pearl Software          | Electronic Arts (AN) (EU)                 |
| Power Rangers Zeo: Battle Racers                                       | SA1            | 1996 | Natsume                       | Bandai (AN) (EU)                          |
| Pro Kishi Jinsei Simulation: Shōgi no Hanamichi                        | SA1            | 1996 | Access                        | Atlus (JP)                                |
| Saikousoku Shikou Shougi Mahjong                                       | SA1            | 1995 | Varie                         | Varie (JP)                                |
| SD F-1 Grand Prix                                                      | SA1            | 1995 | Video System                  | Video System (JP)                         |
| SD Gundam G NEXT                                                       | SA1            | 1995 | Japan Art Media               | Bandai (JP)                               |
| Shin Shogi Club                                                        | SA1            | 1995 |                               | Hect (JP)                                 |
| Shogi Saikyou                                                          | SA1            | 1995 |                               | Magical Company (JP)                      |
| Shogi Saikyou 2                                                        | SA1            | 1996 |                               | Magical Company (JP)                      |
| Super Bomberman Panic Bomber World                                     | SA1            | 1995 | Hudson Soft                   | Hudson Soft (JP)                          |
| Super Mario RPG: Legend of the Seven Stars                             | SA1            | 1996 | Square                        | Nintendo (AN) (JP)                        |
| Super Robot Taisen Gaiden: Masō Kishin - The Lord Of Elemental         | SA1            | 1996 | Winkysoft                     | Banpresto (JP)                            |
| Super Shougi 3: Kitaihei                                               | SA1            | 1995 |                               | I'Max (JP)                                |
| Taikyoku Igo: Idaten                                                   | SA1            | 1995 | Bullet Proof Software         | Bullet Proof Software (JP)                |
| Takemiya Masaki Kudan no Igo Taishou                                   | SA1            | 1995 |                               | KSS (JP)                                  |
| Star Ocean                                                             | S-DD1          | 1996 | tri-Ace                       | Enix (JP)                                 |
| Street Fighter Alpha 2 NA EU Street Fighter Zero 2 JP                  | S-DD1          | 1996 | Capcom                        | Capcom (AN) (JP) (EU)                     |
| Daikaijuu Monogatari II                                                | S-RTC          | 1996 | AIM, Birthday                 | Hudson Soft (JP)                          |
| Far East of Eden Zero (Tengai Makyou Zero)                             | SPC7110        | 1995 | Red Company                   | Hudson Soft (JP)                          |
| Momotaro Dentetsu Happy                                                | SPC7110        | 1996 | Make Software                 | Hudson Soft (JP)                          |
| Super Power League 4                                                   | SPC7110        | 1996 | Now Production                | Hudson Soft (JP)                          |
| F1 ROC II: Race of Champions NA Exhaust Heat II JP                     | ST010          | 1993 | SETA Corporation              | SETA Corporation (AN) (JP)                |
| Hayazashi Nidan Morita Shogi                                           | ST011          | 1993 | Random House                  | SETA Corporation (JP)                     |
| Hayazashi Nidan Morita Shogi 2                                         | ST018          | 1995 | Random House                  | SETA Corporation (JP)                     |
| Star Fox AN JP Starwing EU                                             | Super FX GSU-1 | 1993 | Nintendo EAD, Argonaut        | Nintendo (AN) (JP) (EU)                   |
| Stunt Race FX AN EU Wild Trax JP                                       | Super FX GSU-1 | 1994 | Nintendo EAD, Argonaut        | Nintendo (AN) (JP) (EU)                   |
| Vortex                                                                 | Super FX GSU-1 | 1994 | Argonaut Games                | Electro Brain (AN), Pack-In-Video (JP)    |
| Dirt Racer                                                             | Super FX GSU-1 | 1994 | MotiveTime                    | Elite Systems (EU)                        |
| Dirt Trax FX                                                           | Super FX GSU-1 | 1995 | Sculptured Software           | Acclaim Entertainment (AN)                |
| Super Mario World 2: Yoshi's Island NA EU Super Mario: Yossy Island JP | Super FX GSU-2 | 1995 | Nintendo EAD                  | Nintendo (AN) (JP) (EU)                   |
| Doom                                                                   | Super FX GSU-2 | 1995 | Sculptured Software           | Williams (AN), Imagineer (JP), Ocean (EU) |
| Winter Gold EU FX Skiing (canceled)                                    | Super FX GSU-2 | 1997 | Funcom                        | Nintendo (EU)                             |

### Jeux annulés
| Titre         | Ébrécher       | An | Développeur                  | Éditeur                                   |
| ------------- | -------------- | -- | ---------------------------- | ----------------------------------------- |
| Star Fox 2    | Super FX GSU-1 | -  | Nintendo EAD, Argonaut Games | Nintendo                                  |
| Combattant FX | Super FX GSU-2 | -  | Jeux Argonaute               | GTE Entertainment (Amérique du Nord) (UE) |
| Comanche      | Super FX GSU-2 | -  | Nova Logique                 | Nova Logic (Amérique du Nord)             |
| Powerslide    | Super FX GSU-1 | -  | Elite Systems                | Elite Systems (UE)                        |

1. ↑  Star Fox 2 was eventually released in 2017 in the Super NES Classic Edition with Super FX GSU-1 emulation[28].